# 柬埔寨保护国
柬埔寨保护国，正式名称为柬埔寨法国保护国，又称法属柬埔寨，是法屬印度支那的一部分。
1867年，柬埔寨国王诺罗敦一世和法蘭西第二帝國签署保护条约，柬埔寨成为法国保护国。1887年，柬埔寨保护国加入法属印度支那联邦。1946年，柬埔寨被法国授予自治权，在1949年其保护国地位被取消。1953年，柬埔寨获得独立，建立柬埔寨王国。

## 历史

### 开端
19世纪，柬埔寨沦为暹罗和越南的双重附庸。1864年，法国建立交趾支那（位于今越南南部）殖民地，柬埔寨国王诺罗敦一世请求法国对柬埔寨进行保护，柬埔寨法国保护国成立。当时的交趾支那总督皮埃尔-保罗·德拉格朗迪埃尔正着手扩大在全越南的影响力，并把柬埔寨作为交趾支那和暹罗之间的缓冲区。
1863年8月11日，诺罗敦一世与法国签订条约，承认法国对柬埔寨国的保护。根据条约规定，法国控制柬埔寨的外交和贸易权，并提供军事保护；柬埔寨的君主制被保留，柬埔寨的大权则落入常驻在金边的法国代表。在柬埔寨将部分领土割让给暹罗后，暹罗也承认了法国对柬埔寨的保护。

### 殖民统治
1887年，柬埔寨保护国加入法属印度支那，成为这个殖民地与保护国联邦的一部分。君主和法国代表对柬埔寨进行联合统治，其中法国代表拥有数位助理协助，这些助理常驻于各省的行政中心，例如马德望、乌栋、暹粒和菩萨市，法国代表则直接统治金边。
法国在柬埔寨建立统治后的第一个十年内，推行多项改革，例如减少君主的权力、废除奴隶制等。诺罗敦一世的同父兄弟西沃达，于1885年领导叛乱，企图推翻获法国支持的诺罗敦并夺得王位，诺罗敦被迫流亡到暹罗。法国军队很快平息了这场叛乱，借此继续扩大其政治特权。
1896年，法国与英国签订协议，划分了双方在印度支那的势力范围。根据该协议，暹罗需将西柬埔寨割让给柬埔寨保护国。该协议同时承认了法国对越南、柬埔寨以及老挝的统治权。法国政府自此开始重新规划管理制度、发展殖民地经济，并引进法国的文化和语言来同化当地人。1897年，法国代表认为诺罗敦一世不再适合对柬埔寨进行统治，他向巴黎政府提出将国王的税收权、立法权甚至委任大臣的权力给予法国代表的要求。从此，柬埔寨的大部分权力都掌握在法国代表和殖民地官员的手中，国王名存实亡。殖民地政府官员大部分为法国人、华人和少数越南人。
1904年，诺罗敦去世后，法国政府没有将王位传给他的长子尤甘托，而是将其传给了诺罗敦的弟弟西索瓦，原因是尤甘托有强烈的民族主义和反法倾向。此后法国加强了对柬埔寨的控制，同时在1902年和1904年两次通过与暹罗签订条约扩大了保护国的领土。法暹之间的领土摩擦愈演愈烈，法国一度出兵占领对桐艾府，迫使暹罗于1907年将争议领土割让予柬埔寨保护国。此后英国为保证其在印度支那的利益并遏制住法国的扩张举动，与暹罗建立了合作关系。此次扩张也是法国在印度支那的最后一次扩张。

### 第二次世界大战
1940年，法国沦陷，日本入侵法属印度支那，将整个印度支那纳入其势力范围内。1940年12月，第二次泰法战争爆发，日本调停，柬埔寨割让西柬埔寨给泰国。日本以“亚洲人的亚洲”的口号获得柬埔寨民族主义者支持。虽然此时柬埔寨处于日本的势力范围，但是法国殖民政府并没有被取缔。柬埔寨境内接连爆发多次反法示威，但是其领导者大多被逮捕。其中民族主义报刊《我们的城市》创办人帕切·乔温被判终身监禁，另一位创办人山玉成则逃往东京。
1945年，日军发动三九政变，殖民地政府遭到推翻，国王诺罗敦·西哈努克在日本支持下宣布柬埔寨独立。日本承认柬埔寨独立，并在金边设立了领事馆。5月，山玉成返回柬埔寨，并被任命为外交大臣，尔后成为首相。
独立的“柬埔寨王国”一直延续到1945年10月，之后法属印度支那在柬埔寨重建统治。

### 柬埔寨自治

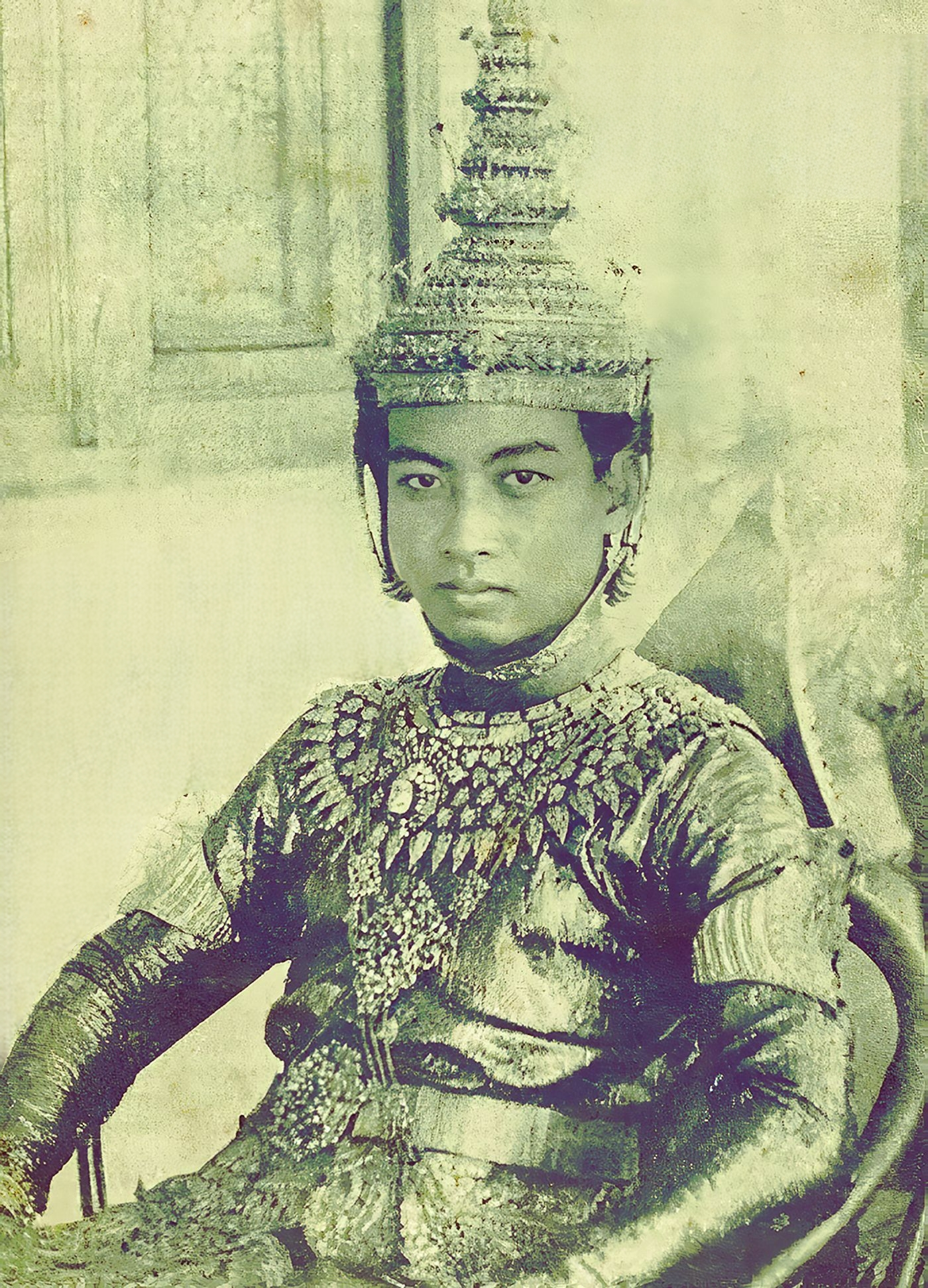
1941年，诺罗敦·西哈努克加冕

第二次世界大战结束后，柬埔寨再次陷入混乱。夏尔·戴高乐的自由法国政府暂时对其行使权力，但是自由法国政府忙于本土战后的经济恢复，因此在此期间法属印度支那联邦的各保护国都获得了有限的自治权。法国政府推行新政策，增加了印度支那的民主化，从而获得了平民的支持。同时，柬埔寨在1945年的短暂独立也给了柬埔寨人信心。
在金边，诺罗敦·西哈努克作为最高领导人，试图削弱越南国民党和反君主制的自由高棉等组织在柬埔寨的影响力。在1946年－1953年的柬埔寨动荡时期，西哈努克在政治生存方面显示了他非凡的资质，他对柬埔寨的统治直到1970年3月才告一段落。自由高棉是一个主要在泰柬边境活动的游击组织。该组织的武装人员主要包括左派人士、反君主制的民族主义者以及当地的各种土匪。
1946年，法国允许柬埔寨人组建政党，并举行选举决定宪法的起草。柬埔寨的两个大党都是由皇室人员领导的。柬埔寨民主党由西索瓦·尤塞翁领导，主张柬埔寨直接独立、推行民主改革。其支持者有教师、官员、宗教人士和一些政客。许多民主党员都同情自由高棉的游击者。柬埔寨自由党由诺罗敦·诺林德领导，是旧农村与地主势力的代表，倾向于与法国继续保持某种形式的殖民关系，主张渐进的民主改革。在1946年9月的议会选举中，民主党取得了67个席位中的50个。
拥有绝对优势的民主党开始仿照法兰西第四共和国宪法起草柬埔寨宪法。1947年5月6日，西哈努克国王正式宣布颁布新宪法，实行君主立宪制。在1947年12月的选举中，民主党再次赢得了大部分的席位，但是党内的冲突有所增加，此时建立者西索瓦·尤塞翁已经去世，而且没有任何一位明确的接班人。西哈努克面临的一个主要的问题是，是否接受在1948年法国提出的对柬协议草案。该协议通过西哈努克与法国政府交换信件而达成，并于两个月后正式生效。该条约授予了柬埔寨更多的自由，被西哈努克称为“百分之五十的独立”，警察权和军事权仍在法国人手中。西哈努克对此“百分之五十”状况无法满意。

### 独立
1952年6月，西哈努克宣布解散内阁同时暂停实施宪法。在1952年－1953年中，西哈努克对柬埔寨实施直接统治。在大会解散后，他创建助理委员会作为立法机关。1953年3月起，西哈努克主导“争取独立的王家改革运动”，前往法国游说。他和法国官员的谈判并不顺利，后者威胁推翻其王位。在其回国途中，西哈努克对美国、加拿大和日本媒体诉说了柬埔寨的困境，向舆论施压。他回国后，离宫发表了“在完全独立达成之前绝不返回首都金边”的宣言，使得全国范围内的反法示威运动达到高潮。
随着印度支那局势的恶化，1953年7月3日，法国不得不宣布给予印度支那三国充分的独立性。西哈努克坚持要求完全控制柬埔寨的国防、安全、法律和经济部门。8月底，法国将警察与司法人员交由柬埔寨管理；10月柬埔寨接管了柬埔寨军队。1953年11月9日，新生的柬埔寨王国成立，西哈努克也在国民的欢呼声中返回金边的王宫，被国民尊为“独立之父”。剩余的柬埔寨事务，也于1954年由柬埔寨王国全面接管。自此，柬埔寨保护国不复存在。

## 经济

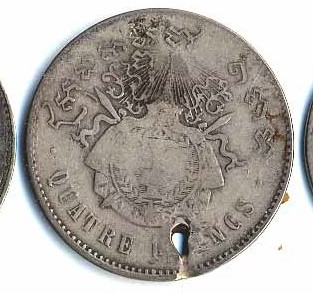
4法郎

由于柬埔寨最初被法国殖民者当作越南和暹罗间的缓冲区，柬埔寨保护国的经济发展并未得到法国重视。此外，法属印度支那政府最大的经济来源便是税收，其中柬埔寨的人均税款是最高的。早期的柬埔寨保护国经济十分落后，法国人对其的经济管理也较不稳定。这意味着，柬埔寨的基础设施建设和城市化的速度都要比同属法国统治的越南要慢，柬埔寨传统的社会结构在村庄中依然存在。
然而，在法暹战争后，柬埔寨的经济开始缓慢地发展，其中大米和辣椒的产值都有所增长。法国人在交趾支那和安南开办的橡胶种植园，也开设到了柬埔寨。20世纪20年代，印度支那的经济开始走向多元化，玉米、棉花的种植业也有所发展。尽管如此，柬埔寨的人均税款依然居高不下，导致了1916年柬埔寨爆发的减税示威。法国人也开始在柬埔寨境内大量建造公路和铁路，包括金边－马德望铁路。
法国在晚些时候开始重点发展工业，主要生产工业原材料供本地使用或出口。和柬埔寨保护国附近的英属缅甸、英属马来亚一样，由于欧洲人对亚洲人的歧视，柬埔寨境内的经济大部分都由欧洲人管理。被征召到橡胶园内工作的越南人，以及后来移民过来的渔民和商人在柬埔寨经济的发展中占重要作用。柬埔寨的华人大部分仍从事商业。

## 民族主义势力
和同时期的越南不同，由于柬埔寨的教育相对落后、识字率相对低下，柬埔寨的独立运动和民族主义的势力要弱一些。然而，一些受过法国教育的柬埔寨人拥有西方的民主思想以及对于高棉帝国历史的强烈民族自豪感。在教育方面，社会普遍对越南学生在柬埔寨的优越性不满。1936年，山玉成和帕切·乔温开始出版一类法语反殖民民族主义报纸《我们的城市》（法語：Notre cité）。1945年时，一些泰国的柬埔寨人建立了一个独立运动组织自由高棉。这些人或组织在柬埔寨独立与反殖民运动中发挥了重要的作用。

## 脚注
1. ↑  Philippe Franchini, Les Guerres d'Indochine, tome 1, Pygmalion-Gérard Watelet, 1988, page 92
2. ↑  Pierre Montagnon, La France coloniale, tome 1, Pygmalion-Gérard Watelet, 1988, pages 146–147
3. ↑  Claude Gilles, Le Cambodge: Témoignages d'hier à aujourd'hui, L'Harmattan, 2006, pages 97–98
4. ↑  Philippe Franchini, Les Guerres d'Indochine, tome 1, Pygmalion-Gérard Watelet, 1988, page 114
5. ↑  Maurice Zimmerman, Traité du 23 mars 1907 avec le Siam （页面存档备份，存于）, Annales de géographie, Année 1907, Volume 16, n°87, pp. 277–278, sur Persée.fr
6. ↑  Philippe Franchini, Les Guerres d'Indochine, tome 1, Pygmalion-Gérard Watelet, 1988, page 164
7. ↑  Keat Gin Ooi Southeast Asia: a historical encyclopedia
8. ↑  .   [2013-10-20]. （原始内容存档于2020-11-28）.
9. ↑  中国大百科全书出版社汇编. . 外国历史（一） 第一版. 北京: 中国大百科全书出版社. 1998.，第452页。
10. ↑  Claude Gilles, Le Cambodge: Témoignages d'hier à aujourd'hui, L'Harmattan, 2006, page 98
11. ↑  Philip Short, Pol Pot anatomie d'un cauchemar, Denoël, 2007, page 47

- 本條目含有部份來自美國國會圖書館的國家研究資料。這些資料由美國聯邦政府於公共領域出版。（经济、民族主义势力、独立和柬埔寨自治四部分乃是其译文版本）来源：Cambodia（柬埔寨） （页面存档备份，存于）